# Slimane Asselah
Slimane Asselah, né le 13 janvier 1924 à Ighil Imoula, est un médecin algérien proche du Front de libération nationale, disparu après son enlèvement en 1957 dans le contexte de la bataille d'Alger.
Les recherches officielles menées à partir de 1957, à la demande de sa famille et de proches, sont importantes mais n'aboutissent pas, en raison de nombreuses lacunes, comme d'une volonté d'éviter le scandale.

## Biographie

### Formation et carrière
Né le 13 janvier 1924, ce fils d'un paysan kabyle obtient son certificat d'études primaires et poursuit ses études en 1938 au collège Sarouy. Il est alors initié au militantisme nationaliste,, et devient plus tard trésorier de l'Union générale des étudiants musulmans algériens (UGEMA).
Il entreprend des études de médecine et se spécialise en psychiatrie. En stage à l'hôpital psychiatrique de Blida-Joinville, il co-signe avec Frantz Fanon un article sur « le phénomène de l’agitation en milieu psychiatrique ». Marié en 1954 et père de jumeaux, il quitte l'hôpital en octobre 1956 pour exercer comme médecin remplaçant rue Marengo, à Alger, au cabinet de Rabah Kerbouche, également militant nationaliste. Il prépare sa thèse de médecine, et soigne notamment des malades et blessés du FLN.
Les archives de la police des renseignements généraux conservent plusieurs rapports sur ses activités : en 1940, il participerait au Festival mondial de la jeunesse à Budapest, puis est contrôlé au Congrès mondial des étudiants de Varsovie en 1953.
Le 4 mars 1957, il est arrêté à son cabinet par des « bérets rouges » du 2e régiment parachutiste colonial.

### Disparition et détention
Il fait partie des 350 Algériens identifiés comme disparus dans le projet Mille autres,. Les historiens Malika Rahal et Fabrice Riceputi lui consacrent en juin 2022 une enquête en quatre volets sur Mediapart.
Le 27 mars 1957 l'avocat chrétien Pierre Popie, qui défend des militants nationalistes — il sera assassiné par l'OAS en 1961 — et ancien condisciple d'Asselah à l'université signale sa disparition à Serge Barret, préfet d'Alger. Quatre jours auparavant, la presse a annoncé le douteux suicide d'Ali Boumendjel, lui aussi arrêté pendant la bataille d'Alger, torturé et assassiné. Le service administratif des « liaisons nord-africaines » (SLNA), qui recense les demandes des familles d'un proche enlevé par l'armée, émet rapidement un avis de recherche. Sans réponse de l'armée, l'avocat reçoit d'un Français de souche nord-africaine une information : « le docteur Asselah était détenu par les parachutistes dans une cave du café La Grande Terrasse aux Deux-Moulins, commune de Saint-Eugène ». Pierre Popie, qui se rend sur place, peut brièvement apercevoir Slimane Asselah, mais ne parvient ni à connaître le motif de la détention, ni à s’entretenir avec lui.
De fait, les règles de la détention judiciaire ne s’appliquent pas dans les locaux militaires, ni dans ces nombreux lieux où les troupes françaises disséminent les personnes enlevées et disparues. Dans la période qui suit l'enlèvement, que les militaires nomment dans leur jargon « période d'exploitation », la détention n'a même aucune existence officielle, et Jacques Massu insiste régulièrement sur le secret de ces opérations, tant envers les familles qu'envers la justice. Pour Malika Rahal et Fabrice Riceputi, « La "période d’exploitation" est le moment de l’interrogatoire, c’est-à-dire, le plus fréquemment, de la torture. Il est aussi celui où les corps des détenus morts durant les supplices ou exécutés peuvent être détruits ou dissimulés, en toute impunité, car le crime sans cadavre pourra toujours être nié par ses auteurs, faute de preuve directe de sa perpétration ».
Le café la Grande Terrasse, comme la villa Sésini, font partie de cette « zone grise » des lieux de détention : alors que le protocole rapidement mis au point, par les autorités tant civiles que militaires en janvier 1957, en application des « pouvoirs spéciaux » prévoit l'internement des suspects arrêtés par l'armée dans un « centre de tri et de transit » , de très nombreux suspects sont en fait détenus dans des lieux réquisitionnés, épars, et discrets. Henri Alleg est ainsi torturé dans un immeuble d'El-Biar, là même où est tué Ali Boumendjel, et peut-être Maurice Audin.
Le prétendu suicide de Larbi Ben M’hidi et l'assassinat de l’avocat Ali Boumendjel sont révélés en mars 1957 à l'opinion publique de métropole. Dans ce contexte tendu, l'armée cherche à empêcher l'éclosion d'une nouvelle affaire, d'autant plus que le général Bollardière démissionne à la fin du mois. Cependant, l'armée n'officialise pas la détention de Slimane Asselah, ni ne l'assigne à résidence.
En avril 1957, l’état-major de la 10e division parachutiste communique au SLNA que Slimane Asselah est « encore détenu au Corps qui l’a arrêté », sans plus de précisions ; sa famille recevra ultérieurement le témoignage d'un ancien détenu, indiquant que Slimane Asselah est, « en avril 1957 malade et grelottant sur le sol de sa cellule ».

### Recherches ultérieures
En juin 1957, l'UGEMA adresse un télégramme pour alerter la commission de sauvegarde des droits et libertés individuels instituée par le gouvernement Guy Mollet,. Serge Barret, préfet d’Alger, adresse une requête similaire au commandement militaire en août 1957. Le 22 août 1957, Jacques Massu lui répond par courrier que Slimane Asselah a « été remis en liberté par les soins du 2e RPC », sans fournir d'autres éléments. Entretemps, le nom de Slimane Asselah a également disparu des listes du personnel médical, après que la police de Blida a informé la Direction générale de la santé d’Alger, en mars 1957, qu'« Asselah avait rejoint les rangs de la rébellion ».
L'information selon laquelle Slimane Asselah aurait été libéré reste, faute de levée d'écrou ou de procédure d'assignation à résidence, invérifiable. Plusieurs contradictions tendent à la rendre peu crédible : d'abord la famille d'Asselah reçoit ainsi en 1958 deux courriers contresignés par Massu, l'un indiquant la libération, l'autre mentionnant ne retrouver aucune trace de Slimane Asselah dans les fichiers militaires. Ensuite, le responsable du SNLA d'Alger regrette, à l'époque, un grand nombre de réponses de l'armée qu'il juge « non valables [ou] insatisfaisantes ». Enfin, un témoignage — fragile — issu des Mémoires de Paul Aussaresses indique qu'était pratiqué un code particulier et cynique dans les fichiers militaires, à Alger et dans ce contexte des arrestations et disparitions : le « L » suivant le nom d'un suspect ne signifiait pas « libéré », mais était suivi d'une date correspondant à la mort de la personne ; seul le « E », pour « élargi », indiquerait les libérations véritables.
Les avocats Jacques Vergès et  Michel Zavrian recueillent en 1959 des éléments provenant des familles des disparus. Pierre-Vidal-Naquet ajoute, lors de la publication dans Le Cahier vert en 1959, une postface dans laquelle il indique « les noms cités, les références d’état-civil, les adresses permettent aux autorités compétentes de faire rapidement les enquêtes nécessaires ». 
En 1960, la famille de Slimane Asselah transmet à Eugène Thomas une demande qu'il relaie auprès du Ministère de la Justice et d'Edmond Michelet. Saisi à cette occasion, Maurice Patin, président de la Commission de sauvegarde, ouvre un dossier de disparition et requiert du commandement militaire en Algérie qu'il mène « d’urgence, une enquête au sujet de cette affaire ». Cependant, pour Malika Rahal et Fabrice Riceputi, cet appel « ne mobilise pas la justice, ni l’opinion publique. Victime de ce que Vidal-Naquet appelait "la comédie" de la Commission de sauvegarde, le crime est en quelque sorte aboli par un procédé bureaucratique simulant littéralement la recherche de la vérité. Le rôle réel de la commission est en effet d’éviter tout scandale ».  
En 1961, deux gendarmes auditionnent des témoins ; leur travail aboutit à un procès-verbal qui, par ses omissions et ses préjugés, ressemble à « un cas d’école de parodie d’enquête interne ». Clos en 1961, le rapport de la Commission de sauvegarde  n’est pas rendu public. Il devient accessible aux Archives nationales en janvier 2022.  

## Postérité
Slimane Asselah est ultérieurement reconnu martyr par l’État algérien. Une rue et plusieurs bâtiments portent son nom. Le Washington Post consacre en 2021 un reportage à sa famille, et à ses efforts pour obtenir des réponses de la part des autorités.  
Pour Malika Rahal et Fabrice Riceputi cependant, ces réponses ne peuvent se trouver dans les archives, car « les militaires n’ont jamais tenu par écrit la chronique de leurs crimes », ou n'ont en tous cas pas versé leurs éléments aux archives. Les historiens constatent un « pacte du silence » qui lie, sur le long terme, les officiers français qui étaient alors en fonctions en Algérie. Benjamin Stora indique, lui, l'urgence du travail à mener sur la mémoire des milliers de « disparus ».